# Conocephalus exsul
Conocephalus exsul är en insektsart som först beskrevs av Heinrich Hugo Karny 1911.  Conocephalus exsul ingår i släktet Conocephalus och familjen vårtbitare. Inga underarter finns listade i Catalogue of Life.